# Артур Фриденрайх
Артур Фриденрайх е бразилски футболист, нападател. Легенда на аматьорския Паулистано, смятан за най-силния бразилски тим през 20-те години на XX век. По неофициални данни е играчът с най-много голове в историята на футбола с 1329 попадения, макар да има много спорове около този рекорд.

## Кариера
Като син на германски имигрант, започва кариерата си в СК Германия, където играят футболисти с немски произход. Звездата му изгрява през 1912 г., когато става голмайстор на Кампеонато Паулиста за тима на Макензи Коледж. Същата година дебютира за бразилския национален отбор с двубой с Аржентина, загубен с 0:3 Играе и в първия спечелен мач в историята на Селесао – отново срещу Аржентина, но този път резултатът е 4:3.
През 1914 г. отново става голмайстор в щатското първенство на Паулиста, но вече като играч на Ипиранга. През 1916 г. Артур преминава в тима на Паулистано, но изкарва още един сезон в Ипиранга, преди окончателно да заиграе за бяло-червените от Сао Пауло. Трите поредни голмайсторски приза (1917, 1918, 1919) в Кампеонато Паулиста го утвърждават като един от най-добрите нападатели в страната. Така Фриденрайх е повикан в състава на Бразилия за участието на Селесао в Копа Америка. Турнирът е спечелен от Бразилия, а Артур става най-добър играч на шампионата. Фриденрайх става шампион на Южна Америка още веднъж през 1922 г.
В началото на 20-те години Паулистао е доминиращ клуб в Бразилия и през 1925 г. е поканен на турне в Европа. Там отборът печели 9 от 10-те си мача, а европейските са толкова впечатлени от Фриденрайх, че го наричат Краля на футбола. Години по-късно този прякор ще бъде даден на Пеле.
През 1930 г. Кампеонато Паулиста става професионално, но Паулистано отказва да играе в него и се включва в аматьорската лига. Скоро обаче отборът се разформирова, а Фриденрайх и компания решават да създадат нов професионален клуб. Така възниква Сао Пауло Футебол Клубе. По това време Артур е на 38 години, но въпреки това продължава да е една от най-ярките фигурни в местния шампионат и на още на следващата година печели първенството.
Фриденрайх не играе на първото Световно първенство през 1930 г., защото бразилската национална селекция бива съставена само от играчи от Рио де Жанейро.
Легендарният нападател завършва кариерата си във Фламенго, когато е на 42 години.

## Успехи

### Клубни
- Кампеонато Паулиста – 1918, 1919, 1921, 1927, 1928, 1929, 1931
- Копа Америка – 1919, 1922
- Копа Роча – 1914

### Индивидуални
- Голмайстор на Кампеонато Паулиста – 1912, 1914, 1917, 1918, 1919, 1921, 1927, 1928, 1929
- Най-добър футболист в Копа Америка – 1919
- Голмайстор на Копа Америка – 1919
- 5-о място в класацията на IFFHS за бразилски футболист на века
- 13-о място в класацията на IFFHS за южноамерикански футболист на века